# Jan van Stolk (keramist)
Jan van Stolk (Santa Brígida, 11 maart 1920 - Oosterbeek, 20 december 1997) was een Nederlandse keramist.
Van Stolk, telg uit het geslacht Van Stolk, was een zoon van Adriaan Pieter van Stolk en jkvr. Sophie van der Does de Willebois, en een broer van de beeldhouwster Romualda Bogaerts-van Stolk. Hij werd geboren op de Canarische Eilanden en woonde later met zijn ouders in Italië, Nederland en Griekenland. In de jaren 1930 kwam hij met zijn moeder en stiefvader Luigi de Lerma terug naar Nederland. Zij waren beiden keramisten en begonnen een atelier in het Utrechtse Groenekan. Van Stolk zal ongetwijfeld in hun atelier hebben meegewerkt. Tijdens de Tweede Wereldoorlog volgde hij lessen aan de kunstacademie in Arnhem, onder Gijs Jacobs van den Hof. In september 1942 werd Van Stolk gearresteerd omdat hij onderdak bood aan de Joodse onderduiker David Rosenbaum.
In 1946 begon Van Stolk een eigen atelier in Nijmegen, vanaf 1953 in Oosterbeek. Tot 1970 was hij docent aan de Vrije Academie in Nijmegen. Hij had diverse assistent-leerlingen als Wim Fiege en Marianna Franken. 
In het vroege werk van Van Stolk is de Mediterrane sfeer herkenbaar. Later maakte hij werken met ingegutste decoraties, vaak op een zwarte ondergrond. Vanaf de jaren zestig maakte hij ook keramische plastieken.